# Iolanda (cantante)
Iolanda Costa (São Pedro, Figueira da Foz; 4 de noviembre de 1994), conocida simplemente como Iolanda es una cantautora portuguesa. Se dio a conocer gracias a su participación en la primera temporada del programa de televisión «Uma Canção para Ti», emitido por TVI en diciembre de 2008.

## Biografía
Iolanda Costa nació el 4 de noviembre de 1994 en Figueira da Foz, pero de niña se trasladó a Pombal. Desde muy pequeña mostró una gran pasión por la música, y su vocación no pasó desapercibida para sus padres, que la pusieron a estudiar música en Tecnimúsica, una escuela de Pombal, y luego en el Conservatorio. A los 17 años se trasladó a Lisboa donde se licenció en Ciencias de la Comunicación por la Universidad de Lisboa. Probó suerte actuando en pubs y en concursos nacionales de talentos, y luego se trasladó a Londres donde estudió composición de canciones en el Instituto Británico e Irlandés de Música Moderna de la Universidad de Sussex.

## Carrera musical
A los 14 años, Iolanda participó en la primera edición de «Uma Canção para Ti» (Una canción para ti), emitida por TVI en diciembre de 2008, y fue eliminada en la segunda ronda sin llegar a la final. A los 17 años volvió a probar suerte en un programa de televisión, esta vez en la 5.ª edición de «Ídolos», la versión portguesa de American Idol, en 2012 por la pantalla de SIC, pero no llegó a las galas en directo.
En 2014, Iolanda se subió al escenario en las adiciones a ciegas de la 2.ª temporada de The Voice Portugal en RTP1, pero su interpretación de «Who You Are» de Jessie J no logró impresionar a ninguno de los cuatro jurados.
En 2022, debutó en el Festival RTP da Canção como coautora y cocompositora de la canción «Mar No Fim», interpretada por Blacci. En 2023, Iolanda lanzó su primer EP titulado «Cura», que compuso durante la pandemia COVID-19.
En 2024 fue seleccionada para competir en el Festival de la Canción de RTP 2024 con la canción «Grito». El 24 de febrero de 2024 Iolanda se aseguró un puesto en la final y fue una de las favoritas para ganar el festival, lo que le dio la oportunidad de representar a Portugal en el Festival de Eurovisión 2024 en Malmö, Suecia. Su candidatura obtuvo la décima posición en la gran final del concurso.

## Discografía

### Extended plays
- 2023 – Cura

### Sencillos
- 2022 – Cura
- 2022 – Lugar Certo
- 2023 – Juro Já Nem Paro
- 2024 – Grito

#### Como artista invitado
- 2015 – Crying Out (Darko feat. Iolanda)